# Носа-Сеньора-ди-Фатима (Лиссабон)
Носа-Сеньора-ди-Фа́тима (порт. Nossa Senhora de Fátima) — район (фрегезия) в Португалии, входит в округ Лиссабон. Является составной частью муниципалитета Лиссабон. Находится в составе крупной городской агломерации Большой Лиссабон. По старому административному делению входил в провинцию Эштремадура. Входит в экономико-статистический субрегион Большой Лиссабон, который входит в Лиссабонский регион. Население составляет 27 111 человек на 2001 год. Занимает площадь 1,87 км².
Покровителем района считается Дева Мария (порт. Nossa Senhora de Fátima).

## История
Район основан в 1959 году